# Duplorbis calathurae
Duplorbis calathurae is een krabbezakjessoort uit de familie van de Duplorbidae. De wetenschappelijke naam van de soort is voor het eerst geldig gepubliceerd in 1906 door Smith.